# Czesława Stopka
Czesława Stopka (ur. 21 grudnia 1937 w Zakopanem, zm. 5 marca 2021) – polska narciarka, olimpijka z Innsbrucku 1964.
Wielokrotna medalistka mistrzostw Polski:
- srebrna
  - w sztafecie 3 × 5 km w latach 1959-1960, 1962, 1966, 1968
- brązowa
  - w biegu na 5 km w latach 1964-1965
  - w biegu na 10 km w latach 1964, 1969
  - w sztafecie 3 × 5 km w latach 1957, 1963, 1965, 1969-1971.

Na igrzyskach olimpijskich w 1964 zajęła 23. miejsce w biegu na 10 km, 24. miejsce w biegu na 5 km oraz 7. miejsce w sztafecie 3 × 5 km (partnerkami były Teresa Trzebunia i Stefania Biegun).